# 여주시의 국회의원

## 행정구역 변천
- 1945년 8월 15일 경기도 여주군
- 1963년 1월 1일 개군면이 양평군에 편입
- 1989년 4월 1일 금사면이 산북면으로 분면
- 2013년 9월 23일 여주군이 여주시로 승격. 여주읍을 폐지하고 여흥동, 중앙동, 오학동 설치

## 여주시의 역대 국회의원 일람
| 대수         | 이름           | 소속정당   | 임기                             | 선거구역                             |
| ------------ | -------------- | ---------- | -------------------------------- | ------------------------------------ |
| 제1대        | 원용한(元容漢) | 대동청년단 | 1948년 5월 31일~1950년 5월 30일  | 여주군 일원                          |
| 제2대        | 김의준(金意俊) | 무소속     | 1950년 5월 31일~1954년 5월 30일  | 여주군 일원                          |
| 제3대        | 김의준(金意俊) | 무소속     | 1954년 5월 31일~1958년 5월 30일  | 여주군 일원                          |
| 제4대        | 김의준(金意俊) | 자유당     | 1958년 5월 31일~1960년 7월 28일  | 여주군 일원                          |
| 제5대 민의원 | 박주운(朴周運) | 민주당     | 1960년 7월 29일~1961년 5월 16일  | 여주군 일원                          |
| 제6대        | 이백일(李白日) | 민주공화당 | 1963년 12월 17일~1967년 6월 30일 | 여주군·양평군 일원                   |
| 제7대        | 이백일(李白日) | 민주공화당 | 1967년 7월 1일~1971년 6월 30일   | 여주군·양평군 일원(제7선거구)        |
| 제8대        | 천명기(千命基) | 신민당     | 1971년 7월 1일~1972년 10월 17일  | 여주군·양평군 일원                   |
| 제9대        | 차지철(車智澈) | 민주공화당 | 1973년 3월 12일~1974년 8월 20일  | 여주군·광주군·이천군 일원(제4선거구) |
| 제9대        | 오세응(吳世應) | 신민당     | 1973년 3월 12일~1979년 3월 11일  | 여주군·광주군·이천군 일원(제4선거구) |
| 제10대       | 정동성(鄭東星) | 민주공화당 | 1979년 3월 12일~1980년 10월 27일 | 성남시·여주군·광주군·이천군 일원     |
| 제10대       | 오세응(吳世應) | 무소속     | 1979년 3월 12일~1980년 10월 27일 | 성남시·여주군·광주군·이천군 일원     |
| 제11대       | 정동성(鄭東星) | 민주정의당 | 1981년 4월 11일~1985년 4월 10일  | 여주군·이천군·용인군 일원            |
| 제11대       | 조종익(趙鍾益) | 민주한국당 | 1981년 4월 11일~1985년 4월 10일  | 여주군·이천군·용인군 일원            |
| 제12대       | 정동성(鄭東星) | 민주정의당 | 1985년 4월 11일~1988년 5월 29일  | 여주군·이천군·용인군 일원            |
| 제12대       | 조종익(趙鍾益) | 민주한국당 | 1985년 4월 11일~1988년 5월 29일  | 여주군·이천군·용인군 일원            |
| 제13대       | 정동성(鄭東星) | 민주정의당 | 1988년 5월 30일~1992년 5월 29일  | 여주군 일원                          |
| 제14대       | 이규택(李揆澤) | 민주당     | 1992년 5월 30일~1996년 5월 29일  | 여주군 일원                          |
| 제15대       | 이규택(李揆澤) | 통합민주당 | 1996년 5월 30일~2000년 5월 29일  | 여주군 일원                          |
| 제16대       | 이규택(李揆澤) | 한나라당   | 2000년 5월 30일~2004년 5월 29일  | 여주군 일원                          |
| 제17대       | 이규택(李揆澤) | 한나라당   | 2004년 5월 30일~2008년 5월 29일  | 이천시·여주군 일원                   |
| 제18대       | 이범관(李範觀) | 한나라당   | 2008년 5월 30일~2012년 5월 29일  | 이천시·여주군 일원                   |
| 제19대       | 정병국(鄭柄國) | 새누리당   | 2012년 5월 30일~2016년 5월 29일  | 여주군·양평군·가평군 일원            |
| 제20대       | 정병국(鄭柄國) | 새누리당   | 2016년 5월 30일~2020년 5월 29일  | 여주시·양평군 일원                   |
| 제21대       | 김선교(金善敎) | 미래통합당 | 2020년 5월 30일~2023년 5월 18일  | 여주시·양평군 일원                   |
| 제22대       | 김선교(金善敎) | 국민의힘   | 2024년 5월 30일~                 | 여주시·양평군 일원                   |

## 같이 보기
- 여주시·양평군
- 여주군 (1988년 선거구)
- 이천시·여주군
- 여주군·양평군·가평군
- 경기 광주시의 국회의원
- 광주군의 국회의원
- 이천시의 국회의원
- 이천군의 국회의원
- 안성시의 국회의원
- 안성군의 국회의원
- 양평군의 국회의원
- 가평군의 국회의원
- 원주시의 국회의원
- 춘천시의 국회의원